# Chironomus livonensis
Chironomus livonensis är en tvåvingeart som först beskrevs av Gimmerthal 1845.  Chironomus livonensis ingår i släktet Chironomus och familjen fjädermyggor.
Artens utbredningsområde är Litauen. Inga underarter finns listade i Catalogue of Life.